# Diego Fabbri
Diego Fabbri (ur. 2 lipca 1911 w Forlì, zm. 14 sierpnia 1980 w Riccione) – włoski dramaturg, dziennikarz i scenarzysta filmowy.
Był aktorem teatralnym, redaktorem czasopisma i dyrektorem biura filmowego w Watykanie. W jego sztukach odnaleźć można silną inspirację chrześcijaństwem. Jego debiut artystyczny nastąpił w 1942 roku.
Był nominowany do Oscara za najlepszy scenariusz oryginalny do filmu Generał della Rovere (1959) Roberta Rosselliniego. Zasiadał w jury konkursu głównego na 13. MFF w Cannes (1960).

## Dzieła
- Inquisizione (Śledztwo, dramat 1950)
- Il seduttore (Uwodziciel, komedia 1951)
- Processo di famiglia (Proces wytoczony rodzinie, 1953/1954)
- Processo a Gesú (Proces Jezusa, 1955)
- La bugiarda (Kłamczucha 1956)
- Veglia d’armi (1956)
- Al Dio ignoto (Do nieznanego Boga 1980)